# Annesse-et-Beaulieu
Annesse-et-Beaulieu är en kommun i departementet Dordogne i regionen Nouvelle-Aquitaine i sydvästra Frankrike. Kommunen ligger i kantonen Saint-Astier som tillhör arrondissementet Périgueux. År 2022 hade Annesse-et-Beaulieu 1 478 invånare.

## Befolkningsutveckling
Antalet invånare i kommunen Annesse-et-Beaulieu
Referens:INSEE